# Pennal
Pennal (von lateinisch penna, ‚Feder‘), auch „Federpennal“, ist eine österreichische Bezeichnung für Federkasten (Etui für Schreibmaterial).
Früher war „Pennal“ eine Bezeichnung für eine weiterführende Schule. Schüler eines Pennals (insbesondere Gymnasiasten) wurden Pennäler genannt. Im 17. Jahrhundert wurde der Begriff auch für erstsemestrige Studenten verwendet (siehe auch: Pennalismus). In der Umgangssprache und Schülersprache gab es noch bis Ende der 1970er Jahre die „Penne“.